# S.A.-de-Transport-Aérien-Flug 730
S.A.-de-Transport-Aérien-Flug 730 (Flugnummer: VS730) war ein Flug der Schweizer Fluggesellschaft S.A. de Transport Aérien von Genf nach Funchal. Am 18. Dezember 1977 wurde auf dieser Strecke eine Sud Aviation Caravelle kurz vor der Landung unabsichtlich ins Meer geflogen. Von den 57 Insassen konnten sich 21 retten, 36 starben. Das Wrack der Maschine galt 34 Jahre als verschollen, bis es im Oktober 2011 zufällig von Tauchern in flacheren Gewässern als vermutet entdeckt wurde.

## Maschine
Die auf dem Flug eingesetzte Maschine war eine Sud Aviation Caravelle 10R. Der Erstflug der Maschine war am 9. Dezember 1965 erfolgt, anschließend wurde sie an die Alia Royal Jordanian Airlines ausgeliefert, wo mit ihr unter dem Taufnamen Jerusalem am 25. Februar 1966 der Betrieb aufgenommen wurde. Später kaufte die SATA die Maschine und ließ sie mit dem Luftfahrzeugkennzeichen HB-ICK zu.

## Besatzung
Der Flug wurde durch zwei Kapitäne durchgeführt, wobei der Kapitän, der die Maschine zum Zeitpunkt des Unfalls steuerte, noch nie zuvor eine Maschine auf dem berüchtigt schwer anzufliegenden Flughafen von Funchal gelandet hatte. Auf diesem Flug sollte er unter Aufsicht des anderen anwesenden Kapitäns angelernt werden, auf dem Flughafen zu landen. Der andere, deutlich erfahrenere Kapitän flog zu diesem Zweck in der Funktion des Ersten Offiziers in der Maschine mit.

## Flugverlauf
Da die Landebahn des Flughafens Funchal zu diesem Zeitpunkt nur eine Länge von 1600 Metern hatte und auf einem Berg gelegen war, waren Anflüge gemäß den Bestimmungen erfahrenen Besatzungen vorbehalten. Die Landung sollte ursprünglich bei Tageslicht erfolgen. Wegen Verzögerungen beim Abflug flog die Besatzung die Maschine erst nach Einbruch der Dunkelheit.
Der Charterflug war am Flughafen Zürich gestartet, wobei ein Zwischenstopp um 14:30 Uhr (UTC) am Flughafen Genf erfolgte. Wegen einer defekten Hydraulikpumpe verzögerte sich der Weiterflug, sodass die Maschine erst um 16:26 Uhr wieder abhob. Der Anflug auf den Flughafen Madeira begann um 19:38 Uhr, als die Besatzung die Flugsicherung kontaktierte. Die Piloten erhielten die Freigabe zum Sinkflug auf 5000 Fuß (ca. 1500 Meter) Höhe. Die Piloten begannen den Sinkflug aus 31.000 Fuß (ca. 10.000 Meter) Höhe. Um 19:55 Uhr meldeten die Piloten, dass sie die Insel Porto Santo in einer Höhe von 8500 Fuß (ca. 2600 Meter) überfliegen. Um 19:57 Uhr erteilten die Fluglotsen der Besatzung der Caravelle die Freigabe, auf 3500 Fuß (ca. 1100 Meter) zu sinken.

## Unfallhergang
Der Fluglotse informierte die Besatzung, dass der Luftdruckwert QNH 1014 hPa betrug. Offenbar vergaß die Besatzung, beim Abarbeiten der Landecheckliste, den Höhenmesser auf diesen Wert einzustellen. Die Piloten flogen beim Anflug in einer 180-Grad-Platzrunde auf den Flughafen zu, wobei sie die vorgeschriebene Flughöhe unterschritten und die Landebahnbefeuerung aus den Augen verloren. Während sie sich nur auf ihre Instrumente verließen, unterschritten sie die vorgeschriebene Mindestflughöhe von 720 Fuß (ca. 220 Meter), die für den Anflug erforderlich war und sanken beim Queranflug auf 200 Fuß (ca. 61 Meter), bis die Maschine kurz darauf auf dem Wasser aufschlug. Nach Aussagen der Piloten soll der Höhenmesser zum Zeitpunkt des Aufpralls eine Höhe von 500 Fuß (ca. 150 Meter) angezeigt haben. Das Fahrwerk war ausgefahren und die Position der Landeklappen war auf 20 Grad eingestellt.

## Opfer
Von den 57 Menschen an Bord starben 35 Passagiere und eine Flugbegleiterin. Viele der Opfer hatten den Aufprall überlebt, ertranken jedoch, weil sie im Schock ihre Gurte nicht lösen konnten und in dem schnell sinkenden Wrack eingeschlossen waren. Insgesamt 21 Menschen, darunter die beiden Piloten, konnten mit den Booten von zur Hilfe herbeigeeilten Fischern an Land gebracht werden.
Es handelte sich um den zweiten tödlichen Vorfall am Flughafen Funchal innerhalb eines Monats, nachdem am 19. November 1977 auf dem TAP-Flug 425 eine Boeing 727 verunglückt war, wobei 131 Menschen starben.

## Unfallursache
Die Ursache des Unfalls wurde auf einen Pilotenfehler sowie auf eine schlechte Koordination der Cockpitbesatzung zurückgeführt. Zudem seien die Piloten einer optischen Täuschung erlegen.

## Fund des Wracks
Im Oktober 2011 entdeckten portugiesische Taucher das Wrack zufällig in einer Tiefe von 110 Metern und damit in deutlich flacheren Gewässern als bis dahin vermutet wurde. Nach Angaben der Taucher soll der Rumpf der Maschine in zwei Teile zerbrochen sein.